# Claudiu-Lucian Pop
Claudiu-Lucian Pop (Pișcolt, Condado de Satu Mare, 22 de julho de 1972) é um clérigo grego católico romeno e bispo de Cluj-Gherla.
Claudiu-Lucian Pop frequentou a escola em Jibou e em 1990 começou a estudar química na Universidade de Bucareste. A partir de 1991 estudou filosofia na Pontifícia Universidade Urbaniana de Roma e teologia católica na Pontifícia Universidade Gregoriana. Durante este período foi ex-aluno do Pontifício Colégio Romeno "Pio Romeno". Pop recebeu o Sacramento das Ordens Sagradas em 23 de julho de 1995 do bispo grego católico romeno de Oradea Mare, Vasile Hossu. Em 1998 obteve a licenciatura em Teologia Espiritual pela Pontifícia Universidade Gregoriana.
Após sua ordenação, Claudiu-Lucian Pop inicialmente trabalhou como pároco na paróquia romena greco-católica de San Salvatore delle Coppelle, em Roma. De 1999 a 2002, Pop serviu como vigário paroquial e depois como pároco da comunidade greco-católica romena em Paris. Em 2006 foi admitido na Pontifícia Universidade Gregoriana com Mihály Szentmartoni SJ com a tese La missione Greco-Cattolica Romena di Parigi - diversità e universalità di fede ("A Missão Greco-Católica Romena em Paris - Diversidade e Universalidade da Fé") no assunto Doutorado espiritual em teologia. A partir de 2007, Pop foi reitor do Pontifício Colégio Romeno "Pio Romeno" em Roma e diretor da série de livros científicos Quaderni del Pio Romeno.
Em 21 de novembro de 2011, o Papa Bento XVI confirmou a eleição de Pops como bispo curial em Făgăraș e Alba Iulia pelo sínodo dos bispos greco-católicos romenos e nomeou-o bispo titular de Mariamme. O Prefeito da Congregação para as Igrejas Orientais, cardeal Leonardo Sandri, o consagrou em 8 de dezembro do mesmo ano na Igreja de San Carlo ai Catinari, em Roma; Co-consagradores foram o Bispo de Lugoj, Alexandru Mesian, e o Bispo de Oradea Mare, Virgil Bercea.
Claudiu-Lucian Pop tornou-se bispo de Cluj-Gherla em 14 de abril de 2021, com posse em 24 de abril do mesmo ano.
Na Conferência Episcopal Romena, Claudiu-Lucian Pop é Presidente das Comissões de Ecologia e de Comunicação Social.